# Köszvényes-patak
A Köszvényes-patak a 282 méter magas Kálmán-hegy nemesbüki oldalában ered, és útját déli-délnyugati irányban folytatva keresztülfolyik a falun. A település szívében ível át rajta az 1860-ban épített és legutoljára 2010-ben felújított kétlyukú kőhíd, a Határ-híd. A házakat elhagyva a patak két halastavat táplál, majd először éri el Szentgyörgyvár közigazgatási területét, először Nemesbük, majd utána Felsőpáhok közigazgatási határával közös szakaszon. A valószínűsíthető névadó Zalaköszvényes (1909. április 1-ig Köszvényes), amely ma már Felsőpáhok falurésze, házait keletről kerüli meg, majd délnyugati irányban továbbfolyva Szentgyörgyvár közigazgatási területén, a község lakott részétől északra éri el a Zala folyót.
A Köszvényes-patak vízgyűjtő területe a Nyugat-dunántúli Vízügyi Igazgatóság (NYUDUVIZIG) működési területéhez tartozik.

## Part menti települések
- Nemesbük
- Zalaköszvényes (Felsőpáhok-Zalaköszvényes)